# Haus Eichhorn (Hannover)
Das Haus Eichhorn ist ein denkmalgeschütztes Gebäude in der Innenstadt von Hannover. Es wurde 1890 nach Entwurf des Architekten Karl Börgemann anstelle eines Vorgängerbaus errichtet. 

## Geschichte
Das Haus in der Steintorstraße hatte einen Vorgängerbau, in dem der Kaufmann Wilhelm Eichhorn 1835 einen Kolonial- und Materialwarenhandel einrichtete. Er verkaufte auch Kaffee und nach seinem Tod 1877 bauten seine Nachfolger das Unternehmen Eichhorn-Kaffee zu einer Großrösterei aus. 1890 wurde der ursprüngliche Laden durch ein Gebäude mit gotisierendem Dekor ersetzt. Zum Unternehmen gehörte als Hinterhaus aus der Mitte der 1870er Jahre das Lager des Unternehmens in der Reitwallstraße und ein benachbarter Backsteinbau von 1894, in dem sich die Kaffeerösterei befand.
Das Haus Eichhorn gehört mit dem benachbarten Haus Zieseniss zu einer Gruppe von fünf Wohn- und Geschäftshäusern in der Reitwall- und der Steintorstraße
aus der Zeit vor dem Ersten Weltkrieg. Denkmalschützern zufolge sind sie zeittypisch in ihrem Bautyp und gehören zur erhaltenen repräsentativen Bebauung um das Steintor.